# Art Heyman
Arthur Bruce Heyman (Nova York, 24 de juny de 1941 - Clermont, Florida, 27 d'agost de 2012) fou un jugador de bàsquet estatunidenc que va jugar durant 6 temporades com a professional, 3 a l'NBA i altres tres a l'ABA. Fou el número u del draft de l'NBA del 1963. Amb 1,95 metres d'alçada, jugava en la posició d'escorta.

## Trajectòria esportiva

### Universitat
Va jugar durant 3 temporades amb els Blue Devils de la Universitat de Duke, amb els quals va fer una mitjana de 25,1 punts i 10,9 rebots per partit. En la seva temporada sènior va ser triat com a Millor Jugador de l'ACC i premiat amb l'Oscar Robertson Trophy al millor jugador universitari de l'any. La seva samarreta amb el número 25 va ser retirada com a homenatge.

### Professional
Va ser triat com a número 1 del Draft de l'NBA del 1963 pels New York Knicks, on després de fer una mitjana de 15,4 punts i 4 rebots per partit va ser inclòs en el Millor quintet de rookies. No obstant això, a l'any següent els seus minuts en pista es van reduir a més de la meitat, i això es va notar en les seves estadístiques. La temporada 1965-66 va jugar breument a Cincinnati Royals i Philadelphia 76ers per posteriorment marxar a l'ABA, on en 3 temporades va jugar amb 4 equips diferents, i hi va guanyar el títol de campió el 1968 amb els Pittsburgh Pipers.
Es va retirar amb tan sols 28 anys, el 1970. En les seves 6 temporades com a professional va fer una mitjana de 13 punts, 4,7 rebots i 2,8 assistències per partit.